# Longplay
Die Bezeichnung Longplay steht im Zusammenhang mit Audio- und Videoaufzeichnungssystemen üblicherweise für eine verlängerte Spielzeit, zumeist bei gleichzeitiger Reduzierung der Bild- und/oder Tonqualität. Bei magnetbandbasierten Systemen, wie z. B. Videorekorder oder DAT-Audiorecorder, geschieht dies durch Verringerung der Bandgeschwindigkeit, was bei analoger Aufzeichnung zwangsläufig zu einer Qualitätsverschlechterung führt. Bei digitalen Systemen wird im Longplay-Modus üblicherweise die Datenrate reduziert, wodurch sich die Qualität ebenfalls verschlechtert.

Eine der wenigen Ausnahmen ist der Longplaymodus von DV, bei dem die Datenrate und demnach die Bild- und Tonqualität im Longplaymodus nicht verringert wird. Stattdessen wird die Datendichte erhöht, was allerdings zu einer erhöhten Fehleranfälligkeit führt und die Lebensdauer der Bänder verkürzt.